# تشو هايوي
تشو هايوي (بالصينية: 朱海威) هو لاعب كرة قدم صيني في مركز الوسط، ولد في 9 أكتوبر 1991 في غوانزو في الصين. لعب مع نادي جونكوبينغ سودرا ‏.

## وصلات خارجية
- تشو هايوي على موقع قاعدة بيانات كرة القدم.إي يو (الإنجليزية)
- تشو هايوي على موقع Soccerway.com (الإنجليزية)